# Eyskenshuken
Eyskenshuken är en bergstopp i Antarktis. Den ligger i Östantarktis. Norge gör anspråk på området. Toppen på Eyskenshuken är 1 725 meter över havet, eller 626 meter över den omgivande terrängen. Bredden vid basen är 4,7 km.
Terrängen runt Eyskenshuken är varierad. Trakten är obefolkad. Det finns inga samhällen i närheten. 